# Zárt rendszer (fizika)
A zárt rendszer a fizikában egy olyan feltételezett rendszer, ami el van szigetelve a környezetétől, ezért vizsgálatakor a külső tényezők elhanyagolhatóak. Hogy az elszigeteltség pontosan mit jelent, az területenként változó: a termodinamikában például a zárt rendszer anyagot nem cserél a környezetével (szemben az izolált rendszerrel, ami hőt és munkát sem), a kvantummechanikában anyagot és energiát, a rendszerelméletben információt. A rendszer nyitott, ha anyagot és energiát is cserélhet a környezetével.
Fizikában leginkább a mozgásállapot-változásnál van jelentősége.

## A fizikában

### Klasszikus mechanika
A nemrelativisztikus (klasszikus) mechanikában a zárt rendszer olyan fizikai rendszer, amely semmilyen anyagot nem cserél a környezetével és nem hat rá külső (a rendszertől kívül eső forrású) erő.  A klasszikus mechanika zárt rendszere egyenértékű a termodinamika izolált rendszerével.
Zárt rendszerű modellt főleg olyankor használunk, amikor valamely tényezők hatása nem lényegesen befolyásolhatja az adott probléma vagy kísérlet eredményeit. Ekkor ezeket kizárjuk, nem vesszük figyelembe. A klasszikus fizika minden feladata és problémája zárt rendszerben értelmezett.

### Termodinamika
A termodinamikában egy zárt rendszer képes energiát cserélni (hőként vagy munkaként) a környezetével, de anyagot nem. Az izolált rendszer sem anyagot, sem energiát nem cserél, míg egy nyitott rendszer akár mindkettőt. A fogalommeghatározási sémát sajnos nem egységesen használják (mindkettőt egyaránt zártnak mondják), de a legtöbb esetben ez nem okoz félreértést.
Egy egyszerű rendszerben, amelyben csak egy típusú részecske van, a rendszer zártsága miatt a részecskék száma állandó. Azonban azokban a rendszerekben, amelyekben kémiai reakciók is végbe mennek (mindenféle új molekula keletkezhet és szűnhet meg a reakció során), ez nincs így. Ebben az esetben azt a tényt, hogy a rendszer zárt, úgy fejezzük ki, hogy kijelentjük, hogy az egyes elemi atomok száma rögzített, függetlenül attól, hogy melyik molekula része. Matematikailag:
{\displaystyle \sum _{j=1}^{m}a_{ij}N_{j}=b_{i}}
ahol {\displaystyle N_{j}} a j típusú molekulák száma,
{\displaystyle a_{ij}} az i-edik elem atomszáma a j-edik molekulában
{\displaystyle b_{i}} a rendszerben az i-edik elem teljes száma, amely állandó marad, mivel a rendszer zárt. Ilyen egyenlet a rendszer minden fajta elemére felírható.
A zárt rendszer fontos a bonyolult termodinamikai problémák megoldásában. Lehetővé teszi bizonyos külső tényezők kiküszöbölését, amelyek megváltoztathatják a kísérlet vagy probléma eredményeit, egyszerűsítve azt. Zárt rendszer alkalmazható olyan helyzetekben is, amikor termikus egyensúly szükséges a helyzet egyszerűsítéséhez.

### Kvantumfizika
Bővebben: Kvantumtérelmélet
A Schrödinger-egyenlet egy izolált kvantumrendszer viselkedését írja le, vagyis egy olyan rendszerét, amely nem cserél semmilyen információt (azaz energiát sem és anyagot sem) egy másik rendszerrel. Tehát ha egy izolált rendszer tiszta állapotban van (|ψ(t) ∈ H, ahol H a rendszer Hilbert-terét jelöli), akkor ennek az állapotnak az időbeli alakulása (két egymást követő mérés között):
{\displaystyle i\hbar {\frac {\partial }{\partial t}}\Psi \left(\mathbf {r} ,t\right)={\hat {H}}\Psi \left(\mathbf {r} ,t\right)\,\!}
ahol i az imaginárius egység, ħ a redukált Planck állandó, a ∂/∂t pedig az időbeli megváltozást (parciális deriválást) jelölő szimbólum. Ψ a kvantumrendszer hullámfüggvénye és Ĥ a Hamilton operátor (amely az adott hullámfüggvény teljes energiáját jellemzi, és függ a helyzettől).

## A mérnöki munkában
Mérnökök számára a zárt rendszer egy olyan rendszer, amiben minden bemenet (input) és kimenet (output) ismert (vagy megismerhető adott időn belül).

## A kémiában
Egy zárt kémiai rendszerben résztvevő anyagok nem kerülnek ki a rendszerből és nem is kerül be anyag kívülről, energia viszont cserélődhet. Az anyagösszetétel változását a kémiai reakciók idézik elő. Az újonnan létrejövő anyagok a reakciók végtermékei.

## Az irányítástechnikában
Az irányítástechnikában a zárt rendszer olyan körülhatárolt rendszer, amelyet nem ér külső hatás, mozgását a belső tárolókban lévő energia biztosítja.

## Fordítás
- Ez a szócikk részben vagy egészben  a   Closed_system című angol Wikipédia-szócikk fordításán alapul.  Az eredeti cikk szerkesztőit annak laptörténete sorolja fel. Ez a jelzés csupán a megfogalmazás eredetét és a szerzői jogokat jelzi, nem szolgál a cikkben szereplő információk forrásmegjelöléseként.